# Fingerflip
En Skateboard, le fingerflip consiste à faire un ollie tout en se penchant et en retirant son pied situé sur le milieu de la  Board et puis à attraper la board avec sa main sur le nose (la partie la plus courbée des deux extrémités du skate) et à la faire flipper avec sa main. Il existe deux variantes de fingerflip, le fingerflip flippé en kickflip et le fingerflip flippé en heelflip.